# Nick Blackman
Nicholas Alexander Blackman, detto Nick (Whitefield, 11 novembre 1989), è un ex calciatore barbadiano con cittadinanza britannica, di ruolo attaccante.

## Carriera

### Club
Nella stagione 2010-2011 ha giocato nella massima serie scozzese con le maglie di Motherwell e Aberdeen, in entrambi i casi in prestito dal Blackburn.
Per la stagione 2011-2012 i Rovers lo inseriscono nella rosa, debuttando così in Premier League.
Il 10 agosto 2012 passa allo Sheffield United.
Il 30 gennaio 2013 viene acquistato a titolo definitivo dal Reading. Con i Royals debutta il 2 febbraio nella gara vinta 2-1 contro il Sunderland. Nelle quattro stagioni disputate col Reading colleziona in totale 103 presenze e mette a segno 18 reti.
Il 6 gennaio 2016 firma un contratto di tre anni e mezzo col Derby County. Il 27 settembre 2016 segna su rigore il suo primo e unico gol con la nuova squadra nella sfida vinta 2-0 contro il Cardiff City.
Ad agosto 2017 si trasferisce a titolo temporaneo in Israele, al Maccabi Tel Aviv, club di Ligat ha'Al. A fine campionato segna 10 gol in 31 partite.
Il 15 agosto 2018 il Derby County lo manda in prestito in seconda divisione spagnola, nelle file dello Sporting Gijón. L'8 gennaio 2019 segna il gol partita nell'andata dell'ottavo di finale di Coppa del Re vinto per 2-1 contro il Valencia.
Il 14 luglio 2019 ritorna al Maccabi Tel Aviv.

### Nazionale
Il giocatore è idoneo a giocare con la nazionale dell'Inghilterra, Barbados, Israele, Paesi Bassi e Polonia. Nel 2019 decide di rappresentare Barbados a livello internazionale

## Palmarès

### Club

#### Competizioni nazionali
- Coppa Toto: 2

Maccabi Tel Aviv: 2017-2018, 2020-2021
- Supercoppa d'Israele: 2

Maccabi Tel Aviv: 2019, 2020
- Campionato israeliano: 1

Maccabi Tel Aviv: 2019-2020
- Coppa d'Israele: 1

Maccabi Tel Aviv: 2020-2021